# HD 21899
HD 21899，又名CD-41 1029，SAO 216350、HR 1076，是一颗恒星，视星等为6.12，位于銀經247.06，銀緯-54.61，其B1900.0坐标为赤經3h 26m 39.7s，赤緯-41° -54.61′ 26″。